# Geltwil
Geltwil (schweizertyska: Gältel) är en ort och kommun i distriktet Muri i kantonen Aargau, Schweiz. Kommunen har 232 invånare (2023).